# Torneo de Dubái 2018
El Dubai Tennis Championships 2018 fue un evento profesional de tenis perteneciente al ATP en la categoría ATP World Tour 500 y en la WTA a los WTA Premier. Se disputó del 19 al 24 de febrero para las mujeres y del 26 de febrero al 3 de marzo para los hombres, en Dubái, (Emiratos Árabes Unidos).

## Distribución de puntos
| Modalidad            | Campeón | Finalista | Semifinales | Cuartos de final | 2.ª ronda | 1.ª ronda | Clasificados | 2.ª ronda de clasificación | 1.ª ronda de clasificación |
| Individual masculino | 500     | 330       | 200         | 100              | 50        | 0         | 25           | 13                         | 0                          |
| Dobles masculino     | 500     | 300       | 180         | 90               | –         | –         | 45           | 25                         | 0                          |

| Modalidad           | Campeona | Finalista | Semifinales | Cuartos de final | 2ª ronda | 1ª ronda | Clasificadas | 3ª ronda de clasificación | 2ª ronda de clasificación | 1ª ronda de clasificación |
| Individual femenino | 470      | 305       | 185         | 100              | 55       | 1        | 25           | 18                        | 13                        | 1                         |
| Dobles femenino     | 470      | 305       | 185         | 100              | -        | 1        | -            | -                         | -                         | -                         |

## Cabezas de serie

### Individuales masculino
| Tenista               | Ranking | Preclasificado |
| Grigor Dimitrov       | 4       | 1              |
| Lucas Pouille         | 16      | 2              |
| Roberto Bautista      | 22      | 3              |
| Damir Džumhur         | 29      | 4              |
| Richard Gasquet       | 34      | 5              |
| Philipp Kohlschreiber | 35      | 6              |
| Filip Krajinović      | 36      | 7              |
| Yūichi Sugita         | 41      | 8              |

- Ranking del 19 de febrero de 2018.[3]

### Dobles masculino
| Tenista                       | Ranking | Preclasificada |
| Henri Kontinen John Peers     | 7       | 1              |
| Jean-Julien Rojer Horia Tecău | 21      | 2              |
| Ivan Dodig Rajeev Ram         | 34      | 3              |
| Raven Klaasen Michael Venus   | 44      | 4              |

### Individuales femenino
| Tenista             | Ranking | Preclasificada |
| Elina Svitolina     | 3       | 1              |
| Garbiñe Muguruza    | 4       | 2              |
| Karolína Plíšková   | 5       | 3              |
| Jeļena Ostapenko    | 6       | 4              |
| Caroline Garcia     | 7       | 5              |
| Angelique Kerber    | 9       | 6              |
| Johanna Konta       | 11      | 7              |
| Kristina Mladenovic | 13      | 8              |

- Ranking del 12 de febrero de 2018.[4]

### Dobles femenino
| Tenista                            | Ranking | Preclasificada |
| Yekaterina Makarova Yelena Vesnina | 6       | 1              |
| Yung-Jan Chan Andrea Hlaváčková    | 7       | 2              |
| Lucie Šafářová Barbora Strýcová    | 22      | 3              |
| Su-Wei Hsieh Shuai Peng            | 41      | 4              |

## Campeones

### Individual masculino
Roberto Bautista venció a  Lucas Pouille por 6-3, 6-4

### Individual femenino
Elina Svitolina venció a  Daria Kasátkina por 6-4, 6-0

### Dobles masculino
Jean-Julien Rojer /  Horia Tecău vencieron a  James Cerretani /  Leander Paes por 6-2, 7-6(7-2)

### Dobles femenino
Hao-Ching Chan /  Zhaoxuan Yang vencieron a  Su-Wei Hsieh /  Shuai Peng por 4-6, 6-2, [10-6]